# Ballymoney
Ballymoney (irl. Baile Monaidh) – miasto w Wielkiej Brytanii (Irlandia Północna; w Hrabstwie Antrim). Według danych ze spisu ludności w 2011 roku liczyło 10 402 mieszkańców – 4906 mężczyzn i 5496 kobiet.